# Giorgio, duca del Meclemburgo
Giorgio, duca di Maclemburgo (tedesco: Georg Herzog zu Mecklenburg; Oranienbaum, 5 ottobre 1899 – Sigmaringen, 6 luglio 1963), è stato il capo del casato di Meclemburgo-Strelitz dal 1934 fino alla sua morte. Attraverso suo padre, è un diretto discendente (bis-bisnipote) dell'imperatore russo Paolo I.

## Infanzia
Nacque a Oranienbaum in Russia come conte Giorgio di Carlow e come figlio minore ed unico maschio del duca Giorgio Alessandro di Meclemburgo (1859 - 1909) e della moglie morganatica Natal'ja Fëdorovna Vonljarljarskaja, contessa di Carlow (1858 - 1921), figlia di Fyodor Ardalionovich Vonljarsky (1835-1903) e di sua moglie Mariya Fyodorovna Uvarova. BPoiché il matrimonio dei suoi genitori era morganatico, alla nascita gli fu negato il titolo di duca di Meclemburgo; il suo titolo, invece, gli proveniva da sua madre, che era stata creata contessa di Carlow il 18 marzo 1890 dallo zio di suo marito, il granduca Federico Guglielmo di Meclemburgo-Strelitz. Quando suo padre morì nel 1909, suo zio, il duca Carlo Michele fu nominato Tutore di Giorgio e delle sue sorelle Caterina, Maria e Natalia dal granduca Adolfo Federico V di Meclemburgo-Strelitz. Dopo la rivoluzione d'ottobre del 1917 Giorgio e la sua famiglia fuggirono dalla Russia diretti prima in Francia prima di trasferirsi in Germania.
L'11 settembre 1928 Giorgio fu adottato dallo zio duca Carlo Michele, che era il capo della casata di Mecklenburg-Strelitz. L'adozione fu confermata nei tribunali a Malchin il 5 ottobre 1928 e di conseguenza egli adottò il cognome Meclemburgo che apparteneva allo zio e padre adottivo. In seguito alla sua adozione, Giorgio assunse anche il titolo di duca di Meclemburgo con il trattamento di altezza serenissima. Ciò fu confermato dal capo della casa imperiale russa, il granduca Kirill Vladimirovič Romanov il 18 luglio 1929 e riconosciuto il 23 dicembre dal granduca Federico Francesco IV di Meclemburgo-Schwerin. Il duca Giorgio studiò scienze politiche all'università di Friburgo divenne dottore di economia e scienze sociali.

## Capo del casato
Il 6 dicembre 1934, suo zio duca Carlo Michele morì, e Giorgio gli succedesse come capo del casato di Meclemburgo-Strelitz. Visse con la famiglia nel castello di Remplin fino ad aprile 1940, quando una buona parte del palazzo andò in fiamme. La famiglia granducale si trasferì poi a Grunewald, dove la loro casa venne distrutta in un bombardamento nel febbraio del 1944. Nell'agosto 1944, Giorgio fu arrestato dalla Gestapo e inviato al campo di concentramento di Sachsenhausen dal governo nazista, dove rimase fino al febbraio 1945. Dopo il suo rilascio, il duca Giorgio e la sua famiglia si trasferirono aSigmaringen su invito della principessa Margherita di Hohenzollern (moglie di Federico, principe di Hohenzollern) nel marzo 1945.
Il 18 dicembre 1950 il casato di Meclemburgo-Schwerin confermò le decisioni prese nel 1929 riguardo al titolo di Giorgio, che assunse il titolo di altezza mentre il suo status di capo della casata venne confermato. Al tempo stesso venne abolito il titolo di conte di Carlow.
Giorgio morì a Sigmaringen in Germania per un attacco di cuore. Gli successe come capo della casata granducale il maggiore dei suoi figli maschi, il duca Giorgio Alessandro.

## Matrimonio e figli
Il duca Giorgio si sposò una prima volta a Ginevra, in Svizzera, il 7 ottobre 1920 con Irina Mikhailovna Raievskya, contessa Tolstoj (1892-1955), figlia di Mikhail Nikolaievich Rayevsky (1841–1893) e della principessa Mariya Grigoryevna Gagarina (1851 - 1941) e vedova del conte Alexandr Mikhailovich Tolstoj (1888-1918). Irina era membro della famiglia Rayevski che erano uno degli eredi del famoso Grigori Potemkin, principe di Tauria, discendenti dalla sorella del principe senza figli. La coppia ebbe quattro figli anche se un figlio Alessandro nato il 3 agosto 1922 morì all'età di soli diciotto giorni. I figli che sopravvissero fino all'età adulta furono.
- S.A Giorgio Alessandro, duca di Meclemburgo (1921–1996)
- S.A. duchessa Elena di Meclemburgo (1924–1962) sposò Sayed Hassan Kamil, un egiziano-svizzero trafficante d'armi (1918-1991).[12] È rimasta uccisa in un incidente aereo.
- S.A duca Carlo Gregorio di Meclemburgo (n. 1933) sposò SAS la Principessa Maria Margherita di Hohenzollern (1928–2006) figlia di Francesco Giuseppe, principe di Hohenzollern-Emden

Nel maggio 1956, dopo esser rimasto vedovo, si fidanzò con l'arciduchessa Carlotta d'Austria, figlia dell'ultimo imperatore austriaco, Carlo I e di Zita di Borbone-Parma. Si sposarono con rito civile il 21 luglio 1956 a Pöcking in Germania seguito da una cerimonia religiosa quattro giorni dopo..

## Ascendenza
|                                               |                                    |                                        | Genitori                                |  |  | Nonni |  |  | Bisnonni                           |  |  | Trisnonni                            |  |
|                                               |                                    |                                        |                                         |  |  |       |  |  | 8. Giorgio di Meclemburgo-Strelitz |  |  | 16. Carlo II di Meclemburgo-Strelitz |  |
|                                               |                                    |                                        |                                         |  |  |       |  |  | 8. Giorgio di Meclemburgo-Strelitz |  |  | 16. Carlo II di Meclemburgo-Strelitz |  |
|                                               |                                    | 17. Federica d'Assia-Darmstadt         |                                         |  |  |       |  |  | 8. Giorgio di Meclemburgo-Strelitz |  |  |                                      |  |
| 4. Giorgio Augusto di Meclemburgo-Strelitz    |                                    |                                        |                                         |  |  |       |  |  | 8. Giorgio di Meclemburgo-Strelitz |  |  |                                      |  |
|                                               |                                    | 9. Maria d'Assia-Kassel                | 18. Federico d'Assia-Kassel             |  |  |       |  |  |                                    |  |  |                                      |  |
|                                               |                                    | 9. Maria d'Assia-Kassel                | 18. Federico d'Assia-Kassel             |  |  |       |  |  |                                    |  |  |                                      |  |
|                                               |                                    | 9. Maria d'Assia-Kassel                | 19. Carolina di Nassau-Usingen          |  |  |       |  |  |                                    |  |  |                                      |  |
| 2. Giorgio Alessandro di Meclemburgo-Strelitz |                                    | 9. Maria d'Assia-Kassel                |                                         |  |  |       |  |  |                                    |  |  |                                      |  |
|                                               |                                    | 10. Michail Pavlovič Romanov           | 20. Paolo I di Russia                   |  |  |       |  |  |                                    |  |  |                                      |  |
|                                               |                                    | 10. Michail Pavlovič Romanov           | 20. Paolo I di Russia                   |  |  |       |  |  |                                    |  |  |                                      |  |
|                                               |                                    | 10. Michail Pavlovič Romanov           | 21. Sofia Dorotea di Württemberg        |  |  |       |  |  |                                    |  |  |                                      |  |
| 5. Ekaterina Michajlovna Romanova             |                                    | 10. Michail Pavlovič Romanov           |                                         |  |  |       |  |  |                                    |  |  |                                      |  |
|                                               |                                    | 11. Carlotta di Württemberg            | 22. Paolo Federico di Württemberg       |  |  |       |  |  |                                    |  |  |                                      |  |
|                                               |                                    | 11. Carlotta di Württemberg            | 22. Paolo Federico di Württemberg       |  |  |       |  |  |                                    |  |  |                                      |  |
|                                               |                                    | 11. Carlotta di Württemberg            | 23. Carlotta di Sassonia-Hildburghausen |  |  |       |  |  |                                    |  |  |                                      |  |
| 1. Giorgio, duca del Meclemburgo              |                                    | 11. Carlotta di Württemberg            |                                         |  |  |       |  |  |                                    |  |  |                                      |  |
|                                               | 12. Ardalion Alexeievič Vonljarsky | 24. Alexej Andreevič Vonlyarlyarsky    |                                         |  |  |       |  |  |                                    |  |  |                                      |  |
|                                               | 12. Ardalion Alexeievič Vonljarsky | 24. Alexej Andreevič Vonlyarlyarsky    |                                         |  |  |       |  |  |                                    |  |  |                                      |  |
|                                               | 12. Ardalion Alexeievič Vonljarsky | 25. N. Vonlyarlyarskaya                |                                         |  |  |       |  |  |                                    |  |  |                                      |  |
| 6. Fëdor Ardalionovič Vonljarljarskij         | 12. Ardalion Alexeievič Vonljarsky |                                        |                                         |  |  |       |  |  |                                    |  |  |                                      |  |
|                                               |                                    | 13. Anastasia Mikhailovna Simanovskaya | …                                       |  |  |       |  |  |                                    |  |  |                                      |  |
|                                               |                                    | 13. Anastasia Mikhailovna Simanovskaya | …                                       |  |  |       |  |  |                                    |  |  |                                      |  |
|                                               |                                    | 13. Anastasia Mikhailovna Simanovskaya | …                                       |  |  |       |  |  |                                    |  |  |                                      |  |
| 3. Natal'ja Fëdorovna Vonljarljarskaja        |                                    | 13. Anastasia Mikhailovna Simanovskaya |                                         |  |  |       |  |  |                                    |  |  |                                      |  |
|                                               |                                    | 14. Fëdor Feodorovič Uvarov            | 28. Fëdor Ouvaroff                      |  |  |       |  |  |                                    |  |  |                                      |  |
|                                               |                                    | 14. Fëdor Feodorovič Uvarov            | 28. Fëdor Ouvaroff                      |  |  |       |  |  |                                    |  |  |                                      |  |
|                                               |                                    | 14. Fëdor Feodorovič Uvarov            | …                                       |  |  |       |  |  |                                    |  |  |                                      |  |
| 7. Maria Fëdorovna Uvarovona                  |                                    | 14. Fëdor Feodorovič Uvarov            |                                         |  |  |       |  |  |                                    |  |  |                                      |  |
|                                               |                                    | 15. Maria Petrovna Zhukova             | 30. Petr Zhukov                         |  |  |       |  |  |                                    |  |  |                                      |  |
|                                               |                                    | 15. Maria Petrovna Zhukova             | 30. Petr Zhukov                         |  |  |       |  |  |                                    |  |  |                                      |  |
|                                               |                                    | 15. Maria Petrovna Zhukova             | 31. N. Zhukova                          |  |  |       |  |  |                                    |  |  |                                      |  |
|                                               |                                    | 15. Maria Petrovna Zhukova             |                                         |  |  |       |  |  |                                    |  |  |                                      |  |

## Titoli e trattamento
- 5 ottobre 1899 – 11 settembre 1928: sua altezza serenissima conte Giorgio di Carlow
- 11 settembre 1928 – 18 dicembre 1950: sua altezza serenissima duca Giorgio di Meclemburgo, conte di Carlow
- 18 dicembre 1950 – 6 luglio 1963: sua altezza duca Giorgio di Meclemburgo